# Medvědice lékařská
Medvědice lékařská (Arctostaphylos uva-ursi) je zakrslý, v Česku velmi vzácný, stálezelený keř z čeledi vřesovcovité. Lidově se mu říká také hrozník, kostrhounek, lesní ostružina, medvědí hrozen, medvědík, nedvědice, polárníček nebo tolokněnka. Je známý především díky svým léčivým účinkům.

## Popis
Keř s poléhavými větvemi dosahuje výšky 20 cm, někdy až 100 cm.
Listy medvědice jsou tmavě zelené, kožovité, celokrajné, obráceně vejčité, na bázi klínovitě zúžené. Spodní strana listů je jemně ochlupená s drobnými žilkami.
Drobné zvonkovité květy jsou uspořádány v převislém hroznovitém květenství. Jsou bílé, často po okrajích narůžovělé s deseti tyčinkami. Květy se objevují v závislosti na stanovišti od března do července.
Plodem jsou šarlatově červené, kulaté, suché peckovice se šesti peckami a s uschlými zbytky čnělky na vrcholu. Dužnina plodu je moučnatá nakyslé chuti.
Medvědice se vzhledově velmi podobá brusnici brusince, ale ta má na rozdíl od medvědice na spodní straně listů tečkovité žlázky a plody s prohloubeným vrcholem, kolem kterého jsou zbytky čtyřdílného kalichu.

## Rozšíření a výskyt
Medvědice lékařská se vyskytuje v Evropě, na Sibiři, v Severní Americe a Grónsku. Někdy se u nás pěstuje pro léčebné účely, ale většinou je dovážena ze severu.
Medvědice prospívá na slunných a vlhkých rašeliništích a vřesovištích, na mírně kyselých, písčitohlinitých až kamenitých půdách. Je velice odolná proti vysychání půdy, protože zakořeňuje do hloubky až 1 m. Vyskytuje se také v horských oblastech až do výšky 2500 m n. m. na skalnatých náhorních loukách či ve světlých borových lesích a křovinách, často v porostech brusnice borůvky. Může se dožít až sta let.
V české přírodě je medvědice velmi vzácná a zákonem chráněná. Roste například v národní přírodní rezervaci Malý a Velký štít v přírodním parku Džbán v okrese Louny.

## Obsahové látky
Listy medvědice lékařské obsahují fenolové glykosidy arbutin a methylarbutin (asi 10 %), tříslovinu galotanin (20 %), silice, flavonoidy, kyselinu gallovou a elagovou, kyselinu mravenčí, citronovou, saponin a další látky.

## Využití

### V lékařství
Přípravky z medvědice působí diureticky a antisepticky na močové cesty a proto se užívají zejména při zánětech ledvin a močového měchýře, při ledvinových nebo žlučníkových kamenech a při dně. Medvědice obsahuje artibutiny, které zklidňují sliznice a tlumí tak projevy zánětu. Zvyšuje také ph moči a přispívá tak k prevenci vzniku močových kamenů. V lidovém léčitelství se doporučuje užívat listy medvědice i při hematurii, vodnatelnosti, cukrovce a tuberkulóze ledvin. Díky vysokému obsahu tříslovin droga působí i adstringentně. Medvědici nelze užívat dlouhodobě a ve velkém množství, hrozí nebezpečí poškození jater. Pokud jsou dodržené doporučené denní dávky, nezpůsobuje žádné poškození. Neměli by ji užívat děti do pěti let, těhotné a kojící ženy a osoby postižené onemocněním jater.

### Zahradnictví
Je používán ve výsadbách stylizovaných jako vřesoviště nebo rašeliniště a při jiných úpravách spolu s dalšími vřesovištními rostlinami. Druh se méně často používá ve skalkách a s ohledem na nároky v ČR jen zcela výjimečně jako půdokryvná dřevina.

### Další využití
Listy medvědice lékařské se v severní Evropě používaly k vydělávání kůží. Ve střední Evropě se začala používat jako léčivá rostlina přibližně od 17. století.

## Pěstování
Světlé polohy nebo polostín, kyselé, stále vlhké, a na živiny chudé půdy, nejlépe s obsahem rašeliny. Množí se výsevem semene, hřížením výhonů, ve velkovýrobě obvykle řízkováním.

## Jedovatost
Toxikologické informační středisko o plodech uvádí: „…téměř nejedovaté plody – nebezpečná může být dávka nad 20 plodů (bobulí, semen); po větším požitém množství se podává aktivní uhlí, nebývá nutná hospitalizace (jen u mimořádně citlivých osob při závažných příznacích), u zdravých jedinců se objevují nanejvýš zažívací potíže.“
Podle jiných zdrojů je rostlina jedovatá. Další zdroje jako nežádoucí příznaky při používání rostliny (list) jako léčiva uvádějí zvracení a bolesti břicha. Rostlina je tedy někdy považována za jedovatou nebo mírně jedovatou a nesmí být používána jako léčivo v těhotenství a při problémech s ledvinami.

## Podobné druhy
Medvědice alpská (Arctostaphylos alpina), synonymum Arbutus alpina, Arctostaphylos alpinus, Arctous alpina (L.) Nied., Mairania alpina.